# David Moffat Johnson
David Moffat Johnson (* 30. April 1902 in Lachine, Québec; † 1972) war ein kanadischer Botschafter.

## Leben
Johnson war ein Sohn von Margaret Moffat und William Steele Johnson. Er besuchte die High School in Lachine. Von 1919 bis 1923 studierte er an der McGill University in Montreal Mathematik und Physik und erwarb einen Bachelor of Arts. Nach seinem Abschluss war er der erste McGill-Athlet, der ein Rhodes-Stipendium an der Oxford University in England erhielt. Von 1923 bis 1926 studierte er am Balliol College Rechtswissenschaft und wurde Barrister. Seine Brüder waren William James C. Johanson (1901–1978) ⚭ Genevieve Mary Healy (1901–1977) und John Steele Johnson (1906–1988).
Als Sprinter, der sich auf den 400-Meter-Lauf spezialisiert hatte, belegte er bei den Olympischen Spielen 1924 den vierten Platz über 400 m und in der 4-mal-400-Meter-Staffel.
Von 1926 bis 1936 war er in England Strafverteidiger. Er war als Vertreter der kanadischen Regierung in mehreren Ländern eingesetzt.